# イザベル・オーブレ
イザベル・オーブレ（Isabelle Aubret, 1938年6月28日 - ）はフランスのシャンソン歌手。リール出身。

## 人物
1958年に歌手デビューし、1962年にユーロビジョン・ソング・コンテスト1962で優勝し、人気歌手になる。一時期は事故で歌手活動は中断したが60年代後期にカンバックを果たし、1968年に再びユーロビジョン・ソング・コンテストのフランス代表に踊り出た。また映画にも顔を出したりもする。

## 代表曲
- はじめての愛　（ユーロビジョン・ソング・コンテスト優勝曲）
- そして今は （ジルベール・ベコーの作詞・作曲）
- タンタンとトワゾンドール号　（タンタンとトワゾンドール号の神秘の主題歌。アンドレ・ポップの作詞・作曲）

| スタブアイコン | サブスタブ | この項目は、まだ閲覧者の調べものの参照としては役立たない、歌手に関連した書きかけの項目です。この項目を加筆・訂正などしてくださる協力者を求めています（P:音楽/PJ:芸能人）。 |